# Guddadahallii, Gubbi
Guddadahallii là một làng thuộc tehsil Gubbi, huyện Tumkur, bang Karnataka, Ấn Độ.